# Mäster Pedros marionetter

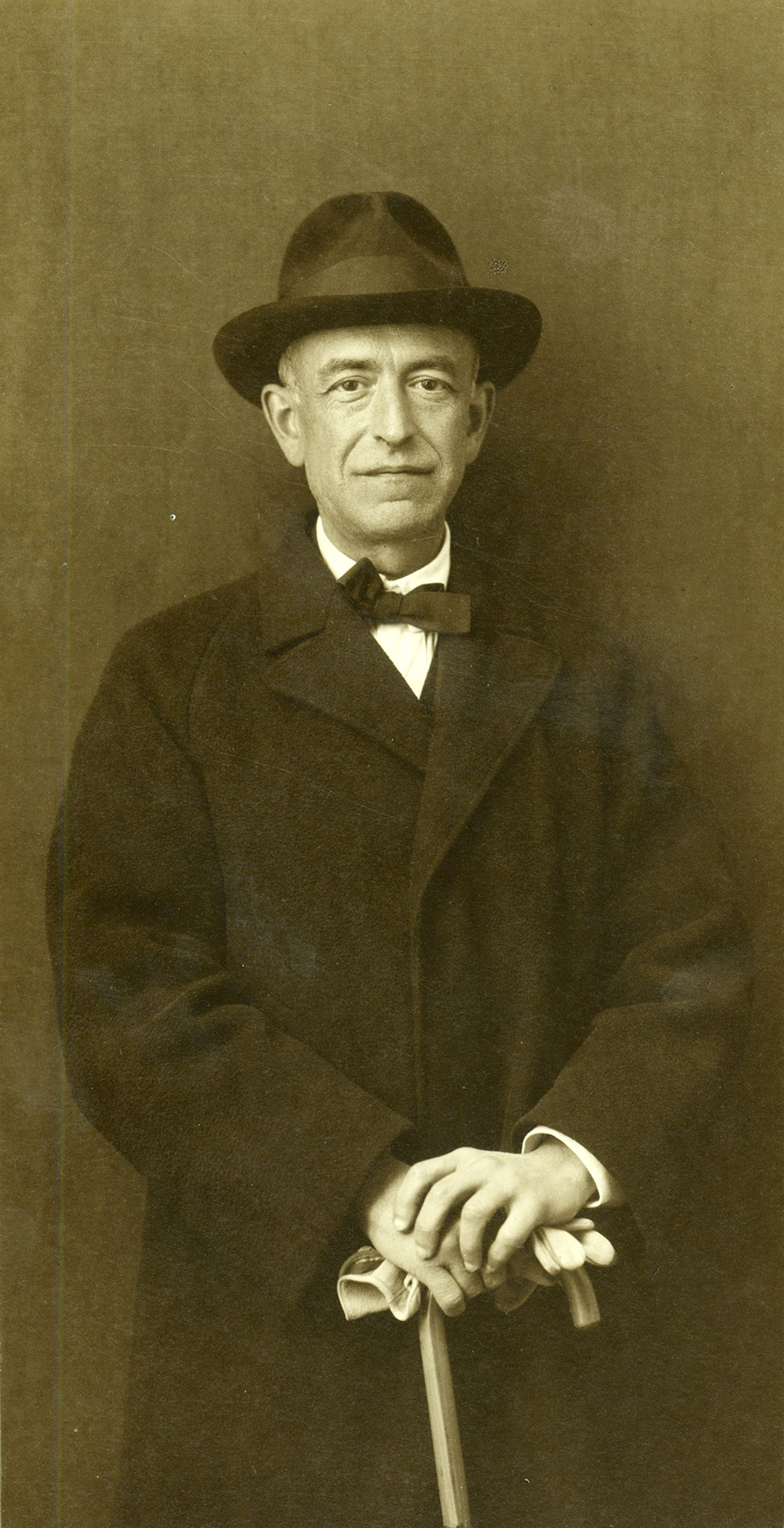
Manuel de Falla

Mäster Pedros marionetter (El retablo de maese Pedro) är en dockteateropera i en akt med prolog och epilog, musik och text av Manuel de Falla efter en episod ur Miguel Cervantes roman Don Quijote.

## Historia
Furstinnan Winnaretta Polignac, den amerikanske symaskinstillverkaren Isaac Merrit Singers dotter, gav under Första världskriget uppdrag åt flera tonsättare, däribland Igor Stravinskij och de Falla. Ända sedan de Falla slog sig ned i Granada 1914 hade han intensivt sysselsatt sig med andalusisk folklore, till exempel med cante jondo och den gamla dockteatertraditionen, och han inledde med anledning av detta ett nära samarbete med poeten Federico García Lorca. Sådana var förutsättningarna för Mäster Pedros marionetter, vars konsertanta uruppförande den 23 mars 1923 på Teatro san Fernando i Sevilla blev legendariskt. Bland gästerna återfanns Paul Válery, Pablo Picasso och Igor Stravinskij. Wanda Landowska spelade cembalostämman och de Falla ledde den andalusiska Orquesta bética de cámara, som hade grundats av García Lorca.
Den sceniska premiären ägde rum 25 juni 1923 i furstinnan Polignacs hem i Paris. Svensk premiär hölls 2 juni 1957 på Drottningholms slottsteater i regi av Göran Gentele.
Ursprungligen hade de Falla för avsikt att låta marionetterna berätta ramhandlingen och huvudberättelsen, medan sångarna skulle dölja sig i orkestern. Men redan under 1920-talet gick man över till att överlämna ramhandlingen åt sångare och skådespelare och låta en professionell marionetteater framföra huvudberättelsen. Konsertversionens framgång väckte intresse för det här i allra högsta grad individuella verket, som mötte gensvar världen över.

## Personer

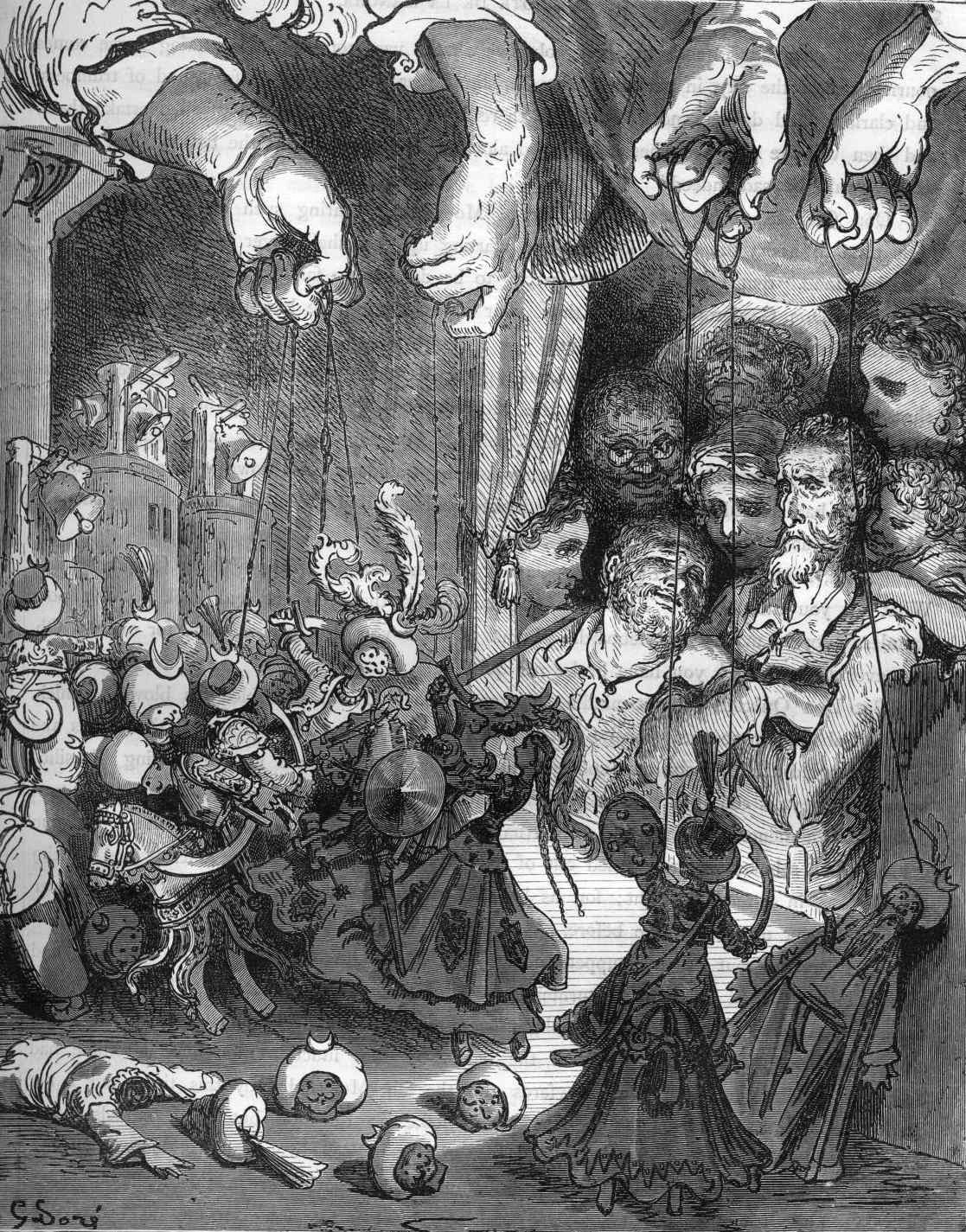
Don Quijote tittar på Mäster Pedros marionetteater. Illustration av Gustave Doré från kapitel 26 i Don Quijote.

- Don Quijote (basstämma eller baryton)
- Mäster Pedro, marionetteaterns ägare (tenor)
- El Trujamán, hans utropare och berättare (gossopran)
- Sancho Panza (stum roll)
- En page (stum roll)
- En lans- och hillebardbärare (stum roll)

## Handling
Stallet till ett värdshus i Aragonien med en av levande ljus upplyst dockteater, slutet av 1600-talet.
Prolog
Mäster Pedro tillkännager svulstigt att han skall framföra ett stycke om den sköna Melisandras befrielse. De nyfikna åskådarna tar plats, bland dem don Quijote och hans följeslagare Sancho Panza. Mäster Pedro tar dockorna, ridån dras ifrån och berättelsen tar sin början.
Scen 1
En sal i Carlo Magnos palats. Don Gayferos spelas schack med riddaren Roldán. Den upprörde Carlo Magno kräver av sin svärson att denne skall befria sin hustru Melisandra ut den moriska kungen Marsilios våld.
Scen 2
Tornet till Marsilios borg i Zaragoza. Melisandra blickar längtansfullt i fjärran och tänker på sina kära. En ung mor vill då tvinga sig till en kyss. Marsilio, som hör hennes rop på hjälp, skyndar dit och befaller att moren skall bestraffas. - den uppbragte don Quijote blandar sig i föreställningen och undanber sig alla bihandlingar. Mäster Pedro lugnar riddaren och berättelsen kan fortsätta.
Scen 3
En plats i Zaragoza. Den unge moren bestraffas med 200 piskrapp.
Scen 4
Pyrenéerna. Gayferos rider över bergen.
Scen 5
Tornet till Marsilios borg. Från tornet tilltalar Melisandra den okände riddaren och frågar ut honom om Gayferos. Denne ger sig tillkänna och båda flyr.
Scen 6
En plats i Zaragoza. Flykten upptäcks. Marsilio låter larmklockorna ljuda.
Den upprörde don Quijote avbryter igen föreställningen: morerna har inga klockor, utan slår larm med trummor och skalmejor. Mäster Pedro försöker lugna den upprörde riddaren genom en mycket effektfull dramatisering av hur morerna förföljer Melisandra och Gayferos. Den medryckande föreställningen gör att don Quijotes ridderliga känslor flammar upp. Han griper sitt svärd och ställer till fruktansvärd förödelse bland marionetterna. 
Epilog
Segern över morerna tillägnar han sin tillbedda Dulcinea. Men genom att marionetterna är förstörda har mäster Pedro berövats sitt levebröd.